# Panulirus argus
Panulirus argus (лат.), или карибский колючий лангуст — вид ракообразных из семейства лангустов отряда десятиногих.

## Распространение
Panulirus argus обитает в водах западной части Атлантического океана, в Карибском море и Мексиканском заливе, в районе Бермудских островов, у Антильских островов, вдоль побережья Америки — в США начиная от Северной Каролины и южнее — и вплоть до берегов Бразилии. Карибские лангусты предпочитают прибрежные воды, однако могут встречаться и на глубинах до 90 метров. Привычной им средой являются морские скалы, рифы и подводные луга из водорослей.

## Описание
Средняя величина Panulirus argus составляет 20 сантиметров, однако встречаются особи, достигающие 45 сантиметров. Этот вид лангустов является кочующим, так как в начале зимы лангусты уходят в более глубокие воды. Поскольку кладка яиц происходит на несколько месяцев позднее, более вероятны иные, нежели размножение, причины. Например, что миграция лангустов — пережиток ледниковой эпохи, когда они зимой уходили в более тёплые глубокие воды. Перемещение животных при миграции достаточно необычно: лангусты движутся колоннами от нескольких до двухсот особей, друг за другом, при этом постоянно сохраняя между собой контакт — сзади находящийся лангуст постоянно держит свои антенны на спинном панцире впереди идущего:136—137.
Кладка яиц этого вида лангустов происходит весной. Личинка вылупляется из яйца на самой поздней стадии — мизис, что способствует лучшей выживаемости:120. Взрослый лангуст питается моллюсками и морскими ежами, что обеспечивается особым двухкамерным строением его желудка, где первая камера является перетирающей, а вторая — фильтрующей:118.

## Значение
Panulirus argus является важным объектом морского промысла и блюда из него весьма популярны в карибской кухне.